# 安栄香純
安栄 香純（あんえい かずみ、1960年9月18日 - ）は、日本の実業家。三菱HCキャピタル副社長。元日立キャピタル執行役専務。

## 人物・経歴
1979年3月北海道札幌西高を卒業。1985年3月高崎経済大学経済学部卒業後、同年4月日立リース（現日立キャピタル）入社。2010年4月神奈川営業本部長、2011年4月法人事業本部東京第三営業本部長、同年10月法人事業本部副本部長社会・産業営業部長、2014年5月法人事業本部長アカウント営業推進本部副本部長、2016年4月執行役、2018年4月執行役常務、2020年4月執行役専務。2021年4月三菱HCキャピタル取締役兼専務執行役員事業統括本部長を経て、2021年5月17日より現職。